# Japan Women’s Open Tennis
Japan Women’s Open Tennis – kobiecy turniej tenisowy kategorii WTA International Series zaliczany do cyklu WTA Tour. Rozgrywany na kortach twardych w japońskiej Osace w latach 2009–2014, natomiast w latach 2015–2017 turniej rozgrywano w Tokio. W 2018 roku zawody przeniesiono do Hiroszimy, gdzie były rozgrywane do 2019 roku. W latach 2020–2021 turniej się nie odbył z powodu pandemii COVID-19. W 2022 roku zawody zostały anulowane ze względów finansowych. W roku 2023, po przeniesieniu do Osaki zawody zostały wznowione jako turniej kategorii WTA 250.

## Mecze finałowe

### Gra pojedyncza kobiet
| Miejsce   | Rok  | Zwyciężczyni        | Finalistka          | Wynik            |
| Osaka     | 2025 |                     |                     |                  |
| Osaka     | 2024 | Suzan Lamens        | Kimberly Birrell    | 6:4, 6:0         |
| Osaka     | 2023 | Ashlyn Krueger      | Zhu Lin             | 6:3, 7:6(6)      |
| Hiroszima | 2019 | Nao Hibino          | Misaki Doi          | 6:3, 6:2         |
| Hiroszima | 2018 | Hsieh Su-wei        | Amanda Anisimova    | 6:2, 6:2         |
| Tokio     | 2017 | Zarina Dijas        | Miyu Katō           | 6:2, 7:5         |
| Tokio     | 2016 | Christina McHale    | Kateřina Siniaková  | 3:6, 6:4, 6:4    |
| Tokio     | 2015 | Yanina Wickmayer    | Magda Linette       | 4:6, 6:3, 6:3    |
| Osaka     | 2014 | Samantha Stosur     | Zarina Dijas        | 7:6(7), 6:3      |
| Osaka     | 2013 | Samantha Stosur     | Eugenie Bouchard    | 3:6, 7:5, 6:2    |
| Osaka     | 2012 | Heather Watson      | Chang Kai-chen      | 7:5, 5:7, 7:6(4) |
| Osaka     | 2011 | Marion Bartoli      | Samantha Stosur     | 6:3, 6:1         |
| Osaka     | 2010 | Tamarine Tanasugarn | Kimiko Date-Krumm   | 7:5, 6:7(4), 6:1 |
| Osaka     | 2009 | Samantha Stosur     | Francesca Schiavone | 7:5, 6:1         |

### Gra podwójna kobiet
| Miejsce   | Rok  | Zwyciężczynie                       | Finalistki                         | Wynik          |
| Osaka     | 2025 |                                     |                                    |                |
| Osaka     | 2024 | Ena Shibahara Laura Siegemund       | Cristina Bucșa Monica Niculescu    | 3:6, 6:2, 10–2 |
| Osaka     | 2023 | Anna-Lena Friedsam Nadija Kiczenok  | Anna Kalinska Julija Putincewa     | 7:6(3), 6:3    |
| Hiroszima | 2019 | Misaki Doi Nao Hibino               | Christina McHale Walerija Sawinych | 3:6, 6:4, 10–4 |
| Hiroszima | 2018 | Eri Hozumi Zhang Shuai              | Miyu Katō Makoto Ninomiya          | 6:2, 6:4       |
| Tokio     | 2017 | Shūko Aoyama Yang Zhaoxuan          | Monique Adamczak Storm Sanders     | 6:0, 2:6, 10–5 |
| Tokio     | 2016 | Shūko Aoyama Makoto Ninomiya        | Jocelyn Rae Anna Smith             | 6:3, 6:3       |
| Tokio     | 2015 | Chan Hao-ching Chan Yung-jan        | Misaki Doi Kurumi Nara             | 6:1, 6:2       |
| Osaka     | 2014 | Shūko Aoyama Renata Voráčová        | Lara Arruabarrena Tatjana Maria    | 6:1, 6:2       |
| Osaka     | 2013 | Kristina Mladenovic Flavia Pennetta | Samantha Stosur Zhang Shuai        | 6:4, 6:3       |
| Osaka     | 2012 | Raquel Kops-Jones Abigail Spears    | Kimiko Date-Krumm Heather Watson   | 6:1, 6:4       |
| Osaka     | 2011 | Kimiko Date-Krumm Zhang Shuai       | Vania King Jarosława Szwiedowa     | 7:5, 3:6, 11–9 |
| Osaka     | 2010 | Chang Kai-chen Lilia Osterloh       | Shūko Aoyama Rika Fujiwara         | 6:0, 6:3       |
| Osaka     | 2009 | Chuang Chia-jung Lisa Raymond       | Chanelle Scheepers Abigail Spears  | 6:2, 6:4       |